# Edgar Barrier
Edgar Barrier (ur. 4 marca 1907, zm. 20 czerwca 1964) – amerykański aktor sceniczny, radiowy i filmowy.
W latach trzydziestych był związany z Mercury Theatre Orsona Wellesa. Oprócz tego pojawiał się w słuchowiskach radiowych, m.in. grał Simona Templara w słuchowisku The Saint na podstawie serii książek Leslie Charterisa. Jako aktor filmowy zadebiutował w 1938 roku. Pojawił się w wielu filmach, z których najbardziej znane były Makbet i Podróż do krainy strachu.
Zmarł w 1964 roku na atak serca.

## Wybrana filmografia[1]
- Too Much Johnson (1938)
- Duma Jankesów (The Pride of the Yankees, 1942)
- Arabian Nights (1942)
- Danger in the Pacific (1942)
- Sherlock Holmes and the Voice of Terror (1942)
- Upiór w operze (Phantom of the Opera, 1943)
- Podróż do krainy strachu (Journey Into Fear, 1943)
- Cobra Woman (1944)
- Secrets of Scotland Yard (1944)
- Tarzan i kobieta lampart (Tarzan and the Leopard Woman, 1946)
- Makbet (Macbeth, 1948)
- To the Ends of the Earth (1948)
- The Secret of St. Ives (1949)
- Cyrano de Bergerac (1950)
- The Whip Hand (1951)
- Wojna światów (The War of the Worlds, 1953)
- Szpon (The Giant Claw, 1957)
- Snow White and the Three Stooges (1961)